# Alejandro Patiño
Alejandro Patiño (in het Engels meestal Patino) (Santa Maria (Californië), 16 maart 1960) is een Amerikaans acteur en filmproducent van Mexicaanse afkomst.

## Biografie
Patiño werd geboren in Santa Maria (Californië), waar zijn familie nog steeds verblijft. Hij ging studeren aan een College met het idee om economie te studeren, tijdens zijn studie veranderde hij van gedachten en ging acteren en dansen studeren.
Patiño begon in 1987 met acteren in de film Nightforce, hierna speelde hij nog meer dan 120 rollen in films en televisieseries. Naast acteur op televisie is hij ook actief als acteur in lokale theaters.

## Filmografie

### Films
Selectie:
- 2018 The Ballad of Buster Scruggs - als barkeeper
- 2010 Iron Man 2 - als aardbeiverkoper
- 2010 The Runaways - als manager supermarkt
- 2009 The Soloist - als bouwvakker
- 2009 Fast & Furious - als chauffeur brandstofwagen
- 2007 The Heartbreak Kid - als pastoor in River Crossing
- 2007 Nothing Is Private - als ober
- 2007 Shelter - als Moe
- 2005 Reeker - als Velez de medicus
- 1999 Bowfinger - als Sanchez

### Televisieseries
Uitgezonderd eenmalige gastrollen.
- 2020-2021 The Family Business - als HD Wilkins - 7 afl.
- 2021 Bosch - als Juan Rulfo - 3 afl.
- 2020 Gentefied - als Chuey - 7 afl.
- 2018 Couch Potato Chronicles - als Santiago Cruz - 3 afl.
- 2013-2014 The Bridge - als Cesar - 17 afl.
- 2008-2012 It's Always Sunny in Philadelphia - als Mr. Juarez - 2 afl.
- 2010 Chico's Angels - als Bossman - 3 afl.
- 2008 Ingles Ya! - als Flacido Domingo - 20 afl.
- 2008 Weeds - als Alphonso - 4 afl.
- 2005-2006 Desperate Housewives - als Ralph - 5 afl.

### Filmproducent
- 2023 Carlos Bravo - korte film
- 2021 Funny Brown People - televisieserie
- 2018 Marisol - korte film
- 2017 The Dreamer - korte film
- 2014 Sins of the Father - korte film
- 2012 Desert Road Kill - korte film
- 2010 The Burning - korte film
- 2007 The Incredible Dyke - korte film
- 2005 His Name Is Bobby - korte film
- 2005 Taco Chick and Salsa Girl - korte film
- 2001 Two Coyotes - film